# Famille Fredro
La famille Fredro, des armoiries Bończa (en), est une vieille famille de la noblesse polonaise.

## Personnalités
- Jan Fredro (pl), gouverneur de la Voïvodie ruthène en 1507.
- Jan Fredro (pl) (+1589), castellan de Sanok et de Przemyśl.
- Zygmunt Fredro (pl) (+1663), stolnik de Sanok, staroste de Janów puis castellan et staroste de Krosno.
- Jan Karol Fredro (pl) (1618-1669), staroste de Krosno
- Andrzej Maksymilian Fredro (en) (1620–1679) castellan de Lwów et voïvode de Podolie, maréchal de la Diète.
- Aleksander Antoni Fredro (pl) (1674-1734), prélat, archevêque de Przemyśl.
- Jacek Fredro (pl) (1770-1828) grand-Garde de la Couronne du Royaume de Galicie (1825)
- Jan Maksymilian Fredro (1784-1845), colonel dans la Grande Armée, général de brigade, membre du Conseil d'État du Duché de Varsovie, traducteur, dramaturge, critique de théâtre et poète, aide de camp du tsar Alexandre Ier de Russie et Maréchal de la Cour du Royaume de Pologne.
- Edward Fredro (pl) (1803-1878), aide de camp du général Jan Nepomucen Umiński, révolutionnaire polonais, chambellan autrichien, parlementaire galicien.
- Aleksander Fredro (1793-1876), dramaturge polonais
- Jan Aleksander Fredro (1829-1891), dramaturge, mémorialiste et indépendantiste polonais.

## Galerie

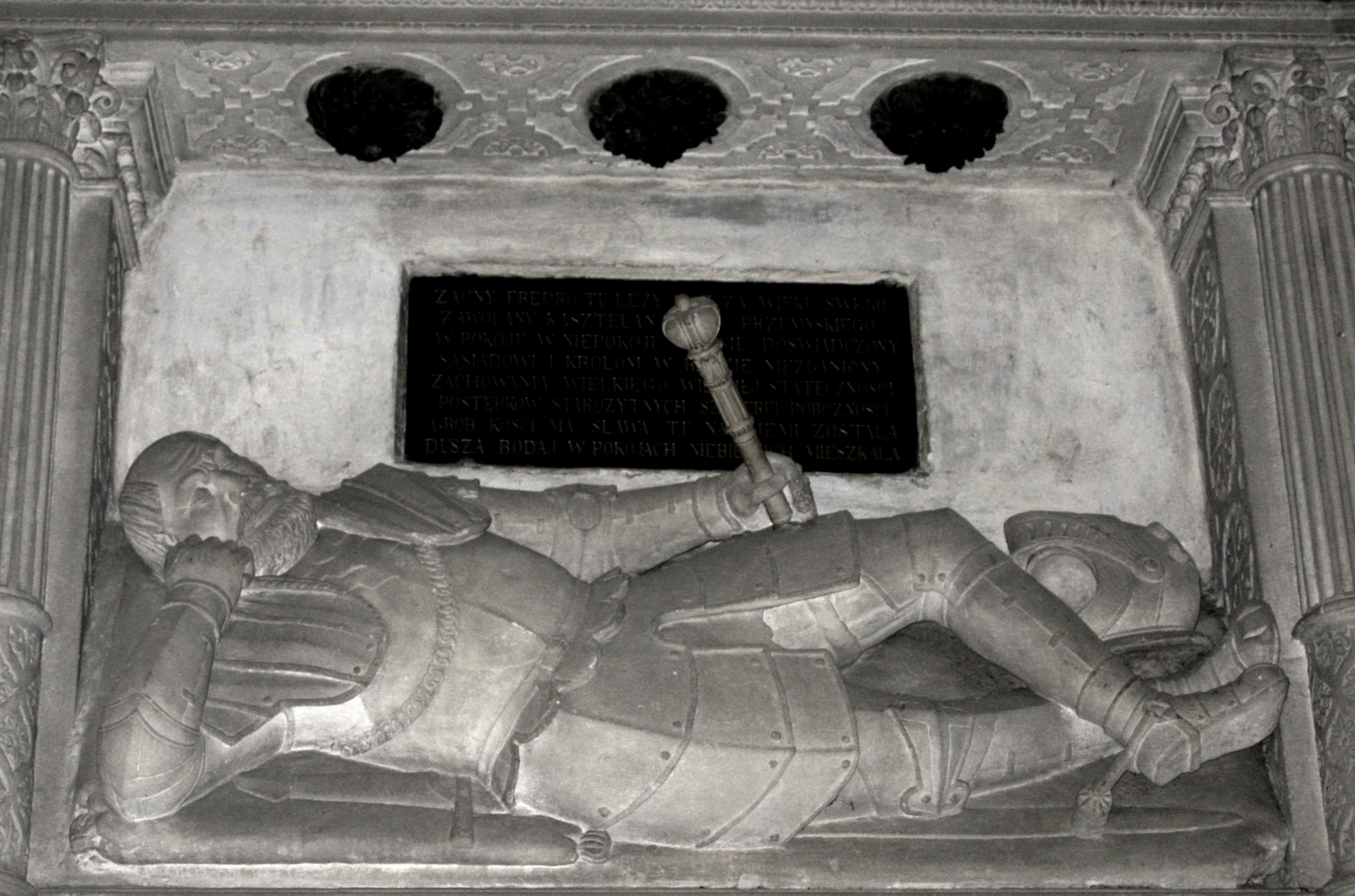
Gisant du castellan Jan Fredro (+1589) en la Cathédrale de Przemyś (en).
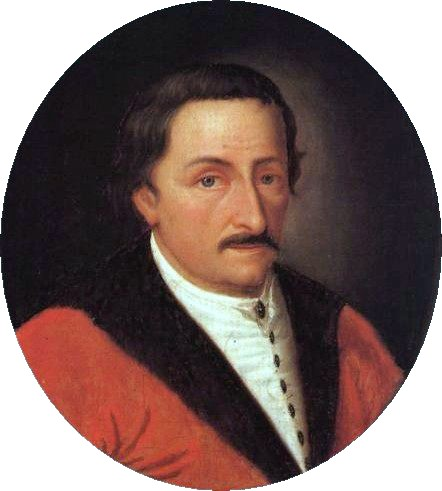
Le voïvode et écrivain Andrzej Maksymilian Fredro (1620–1679).
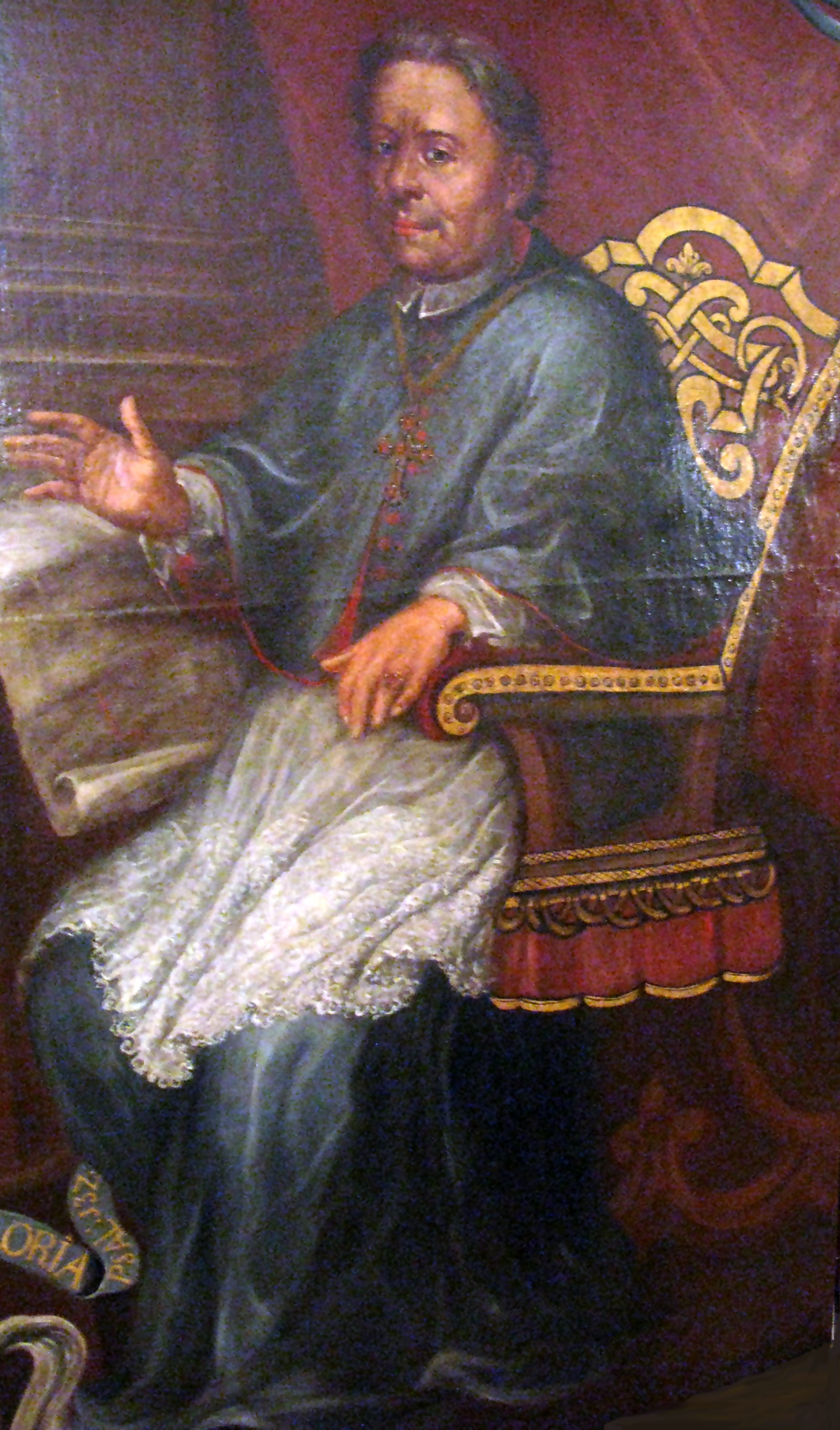
Mgr Fredro (1674-1734)
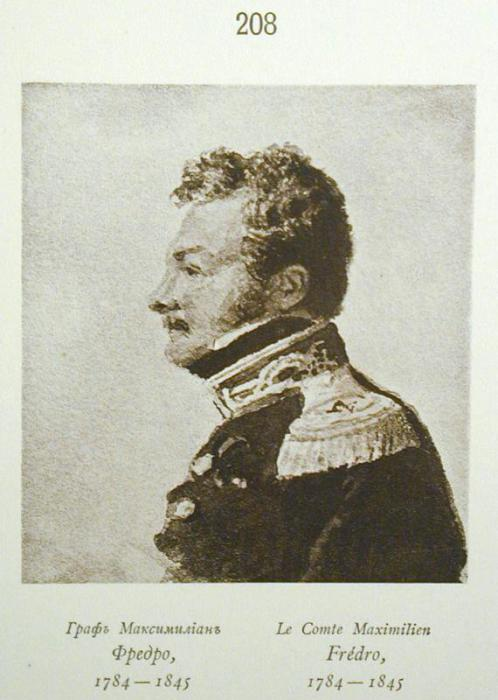
Portrait du général-comte Maksimilian Fredro (1784-1845)
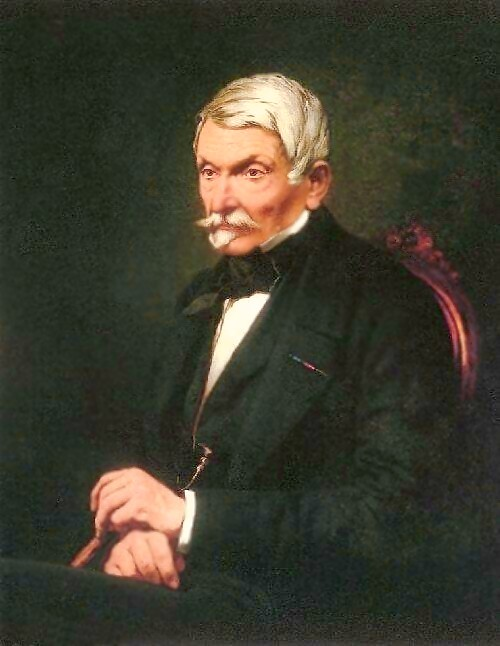
Portrait du dramaturge Aleksander Fredro (1793-1876)
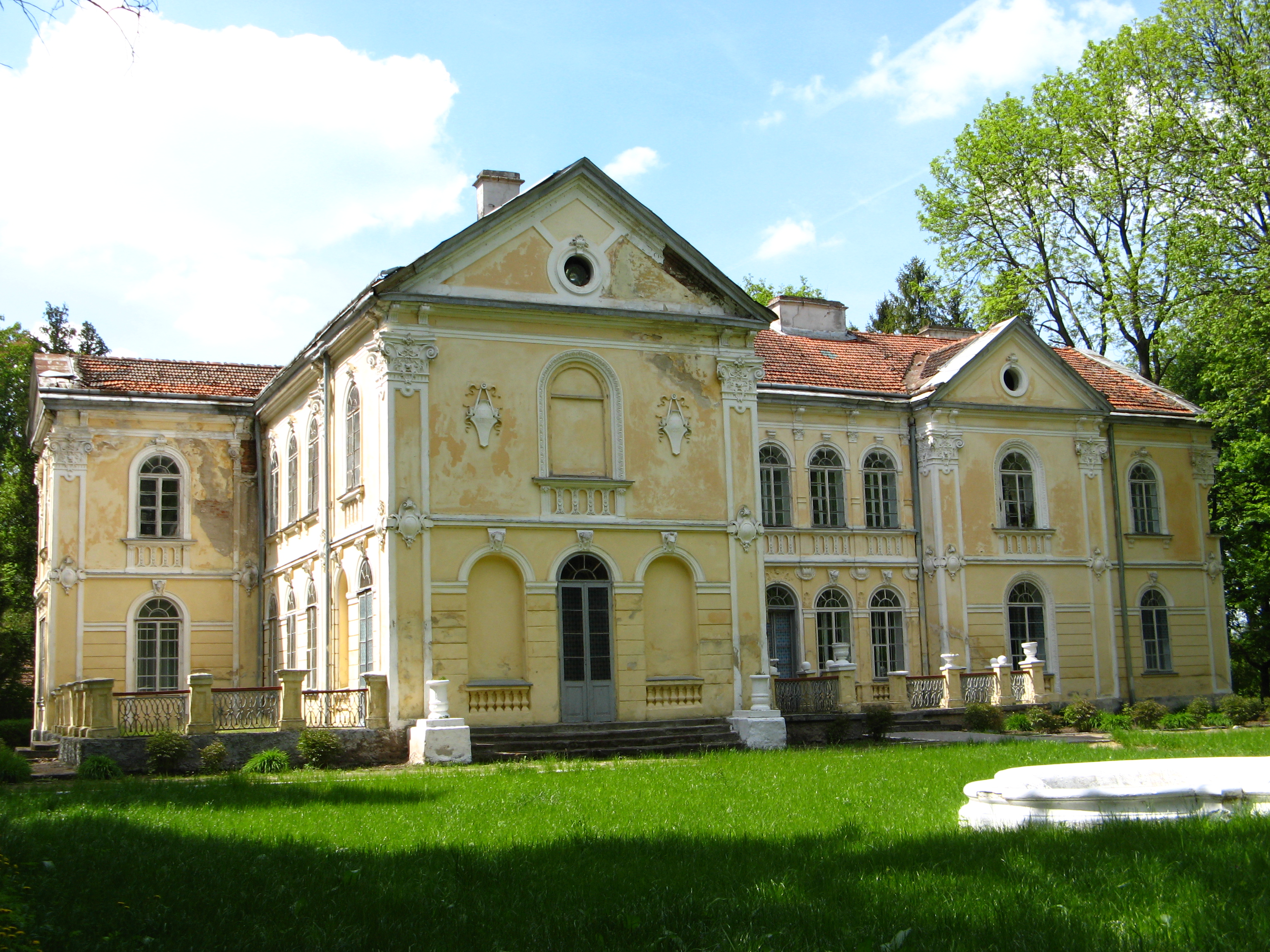
Palais Fredro (pl) néo-Renaissance construit par le précédent Aleksander Fredro à Wisznia